# タミヤのRC製品一覧
タミヤのRC製品一覧(タミヤのアールシーせいひんいちらん)は、タミヤの発売してきた主なRCカー・RCタンク製品の一覧である。

## 現行モデル

### 電動RCカー
- ワイルドウイリー2
- フォード F-350 ハイリフト
- スバルブラット
- グラスホッパー
- マイティフロッグ
- ファイヤードラゴン(2008)
- ホーネット
- ホットショット(2007)
- ブーメラン(2008)
- バギーチャンプ(2009)
- ワーゲンオフローダー(2010)
- スタジアム ブリッツァー(2010)
- アバンテ(2011)
- サンドバイパー(DT-02)
- デザートゲイター(DT-02)
- ネオファルコン(DT-02)
- ホリデーバギー2010(DT-02)
- ダークインパクト(DF-03)
- キーンホーク(DF-03)
- アバンテMk.II(DF-03)
- ドゥルガ(DB01)
- バルドル(DB01)
- ツインデトネーター
- ダブルブレイズ
- ブラックフット エクストリーム
- クラッドバスター
- TXT-1
- プラズマエッジ(DF-02)
- ポルシェ カイエンS トランスシベリア 2007
- デュアルハンター
- ミニクーパーS 2006(M-03L)
- フォルクスワーゲン ビートル(M-04L)
- スズキ スイフト スーパー1600(M-03M)
- ミニクーパー 2002(M-03L)
- ミニクーパー レーシング(M-03)
- ニッサン フェアレディZ Version NISMO(TT-01 TYPE-E)
- レイブリック NSX 2007(TA05-IFS)
- ECLIPSE ADVAN SC430(TA05-IFS)
- BMW Z4 Mクーペ レーシング(TT-01)
- トヨタ スープラ ドリフトスペック(TT-01D)
- スバル インプレッサ WRC モンテカルロ '07(TT-01)
- EBBRO 350R(TA05-IFS)
- マツダ RX-7(TT-01D)ドリフトスペック
- ニスモ COPPERMIX シルビア(TT-01D)ドリフトスペック
- BMW 320si WTCC 2006 Team Germany(TT-01)
- マツダ RX-7(TT-01)
- OPEN INTERFACE TOM'S SC430(TA05)
- タムテックギアシリーズ

### エンジンカー
- TNX5.2R
- TG10-MK.1
- TG10-Mk.2（s,SG,PRO,FX,FZ,FZレーシング,FZレーシング2022、FN）

### RCタンク
- タイガーI フルオペレーション(1/16 RCタンク)
- M4シャーマン フルオペレーション(1/16 RCタンク)
- M26パーシング フルオペレーション(1/16 RCタンク)
- キングタイガー(ヘンシェル砲塔) フルオペレーション(1/16 RCタンク)
- レオパルト2A6 フルオペレーション(1/16 RCタンク)
- ドイツV号戦車 パンサーG型 フルオペレーション(1/16 RCタンク)
- ドイツ駆逐戦車 ヤークトパンサー(後期型) フルオペレーション(1/16 RCタンク)
- ドイツIV号戦車J型 フルオペレーション(1/16 RCタンク)
- ソビエトKV-1重戦車 フルオペレーション(1/16 RCタンク 2009年6/27発売予定)
- キューベルワーゲン
- M1A1エイブラムス (1/35RCタンク)
- タイガーI初期型 (1/35RCタンク)
- M1A1エイブラムス (1/35RCタンク)
- キングタイガーヘンシェル砲塔 (1/35RCタンク)
- レオパルト2A5 (1/35RCタンク)
- ドイツ戦車 パンサーG 後期型 (1/35RCタンク)
- ドイツIV号戦車J型 (1/35RCタンク)
- イギリス陸軍 チーフテン戦車 (1/25RCタンク)

括弧内はシャーシ名

## 歴代モデル

### RCタンク

#### 1/16
- 56001 M4シャーマン戦車（1974年版）
- 56002 レオパルドA4戦車
- 56003 ゲパルト対空戦車
- 56004 キングタイガー
- 56005 M4シャーマン戦車（105mm榴弾砲）
- 56006 M4シャーマン戦車（フルオプション）
- 56007 キングタイガーポルシェ砲塔
- 56008 キングタイガーポルシェ砲塔（フルオプション）
- 56009 ドイツ重戦車タイガー1初期生産型
- 56010 ドイツ重戦車タイガー1初期生産型フルオペレーションセット（4chプロポ付）
- 56011 ドイツ重戦車タイガー1初期生産型シャーシキット
- 56012 キューベルワーゲン
- 56013 M4シャーマン（105mm榴弾砲）フルオペレーションセット
- 56015 M26パーシング フルオペレーション
- 56017 キングタイガー（ヘンシェル砲塔）フルオペレーション
- 56019 レオパルト2A6 フルオペレーション
- 56021 ドイツV号戦車 パンサーG型 フルオペレーション
- 56023 ドイツ駆逐戦車 ヤークトパンサー（後期型） フルオペレーション
- 56025 ドイツIV号戦車J型 フルオペレーション
- 56027 ソビエトKV-1重戦車 フルオペレーション
- 56029 ソビエト KV-2重戦車 ギガント フルオペレーション
- 56031 M51スーパーシャーマン フルオペレーション
- 56033 ドイツ重戦車 タイガーI フルオペレーション
- 56034 ソビエト重戦車 JS-2 1944年型 ChKZ フルオペレーション
- 56036 陸上自衛隊 10式戦車 フルオペレーション
- 56038 ドイツ IV号駆逐戦車/70（V）ラング フルオペレーション

#### 1/25
- 56601 ドイツ戦車パンサーA
- 56603 イギリス陸軍 チーフテン戦車

#### 1/35
- 48201 アメリカM1A1戦車ビッグガン・エイブラムス
- 48202 ドイツ重戦車 タイガーI 初期生産型
- 48203 ドイツ重戦車 キングタイガー（ヘンシェル砲塔）
- 48204 ドイツ連邦軍主力戦車 レオパルト2 A5
- 48205 ドイツ戦車 パンサーG 後期型
- 48206 ドイツ IV号戦車J型
- 48207 アメリカ M4A3シャーマン戦車
- 48208 ソビエト T-34-85 中戦車
- 48209 ドイツ戦車 パンサーG 後期型
- 48210 ソビエト T-34-85中戦車
- 48211 ドイツIV号戦車J型
- 48212 アメリカ M4A3シャーマン戦車
- 48213 陸上自衛隊 10式戦車

### 電動RCカー

#### 1976年
- ポルシェ934RSRターボレーシング

#### 1977年
- マルティーニ・ポルシェ・935ターボ
- ティレル・P34#タイレルP34シックスホイーラー
- XR311・コンバットバギー（2000年スポット再発売）

#### 1978年
- ランボルギーニ・カウンタックLP500S
- マルティーニ・ポルシェ936ターボ
- ランボルギーニ・チーター
- ブラック・カウンタックLP500S
- トヨタ・セリカLBターボGr.5
- リジェJS9マトラ

#### 1979年
- フェラーリ312T3
- リジェJS9マトラ（CS[1]）
- マーチ782BMW F-2
- マルティニMk.22ルノー F-2
- バギーチャンプ（2009年復刻版として再発売）
- ワーゲンオフローダー（2009年復刻版として再発売）
- B2Bレーシングサイドカー

#### 1980年
- ラルトRT2ハート・F-2
- ウィリアムズFW-07
- J.P.S.ロータス79
- カンナムローラ・レーシングマスターMk.1[2]
- フェアレディ280ZX（RM Mk.2）
- ホリデー・バギー - 次に発売されたデューン・バギーと共に、当時のタミヤには珍しい具体的な実車モデルの無いキットである。

#### 1981年
- デューン・バギー
- V.W.ゴルフレーシングGr.2
- ルノー5ターボ
- フォード・レンジャー
- トヨタ ハイラックス4WD

#### 1982年
- シボレー・ブレイザー4×4
- ホンダF-2
- ブラバムBT-50BMWターボ
- トルネード（RM Mk.3） - オンロードカーとしては初のタミヤオリジナルデザインのボディ。元々は、カンナムローラのスペアパーツとしてのみの発売だった。
- フォードC100（RM Mk.4）
- ファイティングバギー
- ワイルド・ウイリス

#### 1983年
- アウディ・クアットロ・ラリータイプ
- オペル・アスコナ400ラリー
- スバル・ブラット（復刻版として再発売）
- シティターボ・ウィリーレーサー - ホンダシティターボⅡ（ブルドッグ）をモデルにデフォルメしたボディをワイルドウイリスのシャーシに載せたコミカルなキット
- ランチアラリー
- マイティフロッグ（復刻版として再発売）

#### 1984年
- ポルシェ956（RM Mk.5）
- グラスホッパー（復刻版として再発売）
- 三菱パジェロ
- ホーネット（復刻版として再発売）
- アタックバギー - LSV (戦闘車両)をイメージしたモデル。リアルなミリタリーフィギュアと機関銃が座席にセットされている。

#### 1985年
- ホットショット4WD（復刻版として再発売）
- トヨタ・ハイラックス4WDハイリフト
- トヨタ・トムス84C（RM Mk.6）
- ワイルドワン
- フォックス
- ニューマン・ポルシェ956（RM Mk.7）

#### 1986年
- ロードウィザード F-1
- スーパーショット
- ブーメラン（復刻版として再発売）
- ファルコン
- ビッグウィッグ - タミヤ、ラジコン発売10周年記念として発売。デザインはカーデザイナーとしても有名な由良拓也
- ブラックフット
- ポルシェ959パリダカール・ラリー優勝車
- モンスタービートル

#### 1987年
- ストライカー
- ホットショットII
- ランチボックス・ダッジバン
- トヨタ・セリカ Gr.B ラリースペシャル
- クラッドバスター
- スーパーセイバー
- サンダーショット
- ロータス・ホンダ99T
- ウィリアムズFW-11Bホンダ F-1
- ミッドナイトパンプキン

#### 1988年
- ソニックファイター
- アバンテ（復刻版として再発売）
- サンダードラゴン
- グラスホッパーII
- スコーチャー
- バンキッシュ

#### 1989年
- マッドブラスター
- ファイヤードラゴン（復刻版として再発売）
- イグレス
- アスチュート2WD
- ニッサン・キングキャブ
- マッドキャップ2WD

#### 1990年
- セイントドラゴン2WD
- フェラーリF189後期型
- アバンテ2001
- トヨタ ハイラックス モンスターレーサー
- マンタレイ
- メルセデス ベンツC-11
- ブルヘッド
- ティレル019フォード

#### 1991年
- ニッサン300ZX IMSA GTO
- ジャガーXJR-12（デイトナ仕様）
- ベアホーク2WD
- ホンダNSX
- ロータス102Bジャッド
- トヨタ セリカGT-FOUR RACラリー優勝車（TA01）
- スーパーアスチュート2WD
- フェラーリ F40
- ニッサン スカイラインGT-Rニスモ（TA01）
- トップフォース
- ブッシュデビル
- レナウン チャージ マツダ787B'91ル・マン
- ジョーダン191

#### 1992年
- マクラーレンMP4/6ホンダ
- ウィリアムズFW14ルノー
- スタジアム ブリッツァー（復刻版として再発売）
- トップフォース4WDエボリューション
- メルセデス ベンツ190EエボリューションII AMG（TA01）
- ニッサンR91CP（'92デイトナ優勝車）
- スーパーブラックフット
- トヨタ ハイラックス4WDマウンテンライダー
- フォードエスコートRSコスワース（TA01）
- シュニッツァーBMW M3EVO（TA01）
- フットワークFA13無限ホンダ
- コンカラー4WD
- ダイナストーム2WD
- ランチアデルタHFインテグラーレ'92WRC優勝車（TA01）

#### 1993年
- ベネトンB192
- トヨタ セリカGT-FOUR RC '92WRCドライバーズ（TA01）
- アクシア スカイラインGT-R Gr.A（TA01）
- 出光モーション無限シビック
- ブリッツァービートル
- ダイナブラスター2WD
- スーパーホーネット
- ミシュランパイロット フォードエスコートRSコスワース（TA01）
- ロータス107Bフォード
- カストロールホンダシビックVti
- アルファロメオ155V6 TI（TA02）
- カストロールセリカ'93モンテカルロ優勝車（TA02）
- ザウパーC12
- トムス レビン
- 三菱パジェロ・メタルトップワイド

#### 1994年
- ジャックス シビック
- ローラT93/00 フォード
- カルソニックスカイラインGT-R Gr.A（TA02）
- トヨタ プリランナー（TA02）
- ブリッツ トヨタ スープラ Gr.N（TA02）
- ルノー クリオウイリアムズ
- AMGメルセデスベンツCクラスDTM D2（TA02）
- HKSニッサン スカイラインGT-R Gr.A（TA02）
- ジープ ラングラー
- フェラーリ412T1
- フォード モンデオBTCC
- ニッサン300ZX IMSA GTS（TA02W）
- ザクスピードAMGメルセデスCクラスDTM
- シェビーS-10（TA02）
- カストロールニッサン プリメーラJTCC
- モトローラT94/00ホンダ
- ローバーミニクーパー

#### 1995年
- オペルカリブラV6DTM（TA02）
- カルソニック プリメーラ
- いすゞ　ミュー
- デイトナサンダー
- M1025ハマー（TA01）
- ロックタイト ニッサン スカイライン GTR N1（TA02）
- F103RSシャーシキット
- TA02スペシャルシャーシキット
- フィアットアバルト コルサ
- HKSオペルベクトラ
- ダートスラッシャー
- フォードF-150（TA02）
- VW ゴルフVR6
- ミニクーパー'94モンテカルロ
- トヨタ　セリカGT-FOUR 94（TA02）
- ニスモ クラリオンGT-R LM（TA02W）
- いすゞ　ミュー TYPE X
- トヨタ トムス エクシヴ JTCC
- アルピーヌA110

#### 1996年
- マスタング　コブラR
- カストロール　スープラ
- BMW 318i STW
- タイサン　ポルシェ911GT2
- フォルクスワーゲン　ビートル
- ストリートデビル
- ホンダS800
- レプソル エスコート
- TA03F PRO
- ホンダCR-V
- ウィリアムズルノーFW18
- ユーノスロードスター
- スタジアムサンダー
- アウディA4 STW
- ボルボ850BTCC
- ファイターバギーRX
- KUREニスモGT-R（TA03F）
- ピア　アコード
- アルファロメオGTA

#### 1997年
- オペルカリブラクリフ（TA03F）
- マルティニ・アルファロメオ155（TA03F）
- ジャックス アコード
- カルソニック・スカイラインGT-R（TL01）
- キングブラックフット
- ポルシェ911GT1（TA03R-S）
- F103RXシャシーキット
- アルファロメオ155ボッシュ（TL01）
- ホンダS-MXローダウン
- ポルシェ　ボクスター
- ピア・ナカジマ　レイナード97D
- ランサーエボリューションIV（TA03F）
- TA03F PRO（デビットジュンSP）
- トヨタ　セリカGT-FOUR 97モンテカルロ（TL01）
- メルセデス・ベンツSLK
- ニッサンR390 GT1（TA03R）
- ブレイジングスター
- マッドブル

#### 1998年
- VW　ゴルフV5
- avex童夢無限NSX（TA03R）
- ポルシェ911カレラ
- オペルベクトラSTW
- インプレッサ WRC（TA03F）
- ローバーミニクーパーレーシング
- プジョー406ST
- フェラーリF310B
- メルセデスCLK-GTR
- ピアポルシェ911
- フォードエスコートWRC
- ニュービートル
- トヨタ　カローラWRC
- ランサーエボリューションIV（TL01）
- モービル1 NSX
- バハチャンプ
- フォードF-150ライトニング（TL01）
- ベンズオイル　ニスモGT-R
- プジョー306マキシWRC
- ランサーエボリューションV WRC
- スバルインプレッサWRC
- TA03R-TRF SPシャーシキット
- マスタングコブラR
- トヨタ GT-One TS020

#### 1999年
- ポルシェ911GT1 '98ル・マン優勝車
- ワイルドダガー
- ジャガノート（フォードF-350）
- カストロール無限NSX
- スズキ　ワゴンR RR
- マクラーレンメルセデスMP4/13
- ホンダS2000
- トヨタ　アルテッツァ（TL01）
- ペンズオイル・ニスモGT-R（R34）
- BMW Mロードスター
- フォード　フォーカスWRC（TL01）
- ワイルドウイリー2
- TA03RS-TRF スペシャルシャーシキット
- メルセデスCLK-GTRオリギナルタイレ（TL01）
- アルファロメオ156レーシング（FF02）
- スタジアムレイダー
- アウディR8R
- トヨタ　セリカ（FF02）
- プジョー206WRC（TA03F-S）
- トヨタ　アリスト（TL01）
- ブリッツァービートル　クロームメタリックSP
- トヨタ　GT-One TS020 '99
- レイブリックNSX '99（TA03R）
- 三菱ランサーエボリューションVI WRC
- F103LM-TRF スペシャルシャーシキット

#### 2000年
- カルソニック　スカイラインGT-R (R34）（TL01）
- ジャガノート2（フォードF-350）
- スバルインプレッサ（1999年ドイツラリー優勝車）（TB01）
- メルセデスベンツCLK DTM2000 チームD2（TL01）
- TA04-PROベルトドライブ4WD　シャーシキット
- レイブリックNSX （2000年仕様）（TB01）
- オペルV8クーペ（TL01）
- カストロールトムス　スープラ （2000年仕様）（TL01）
- トヨタ bB
- フェラーリ 360モデナ　チャレンジ（TA04）
- TBエボリューション
- マンモスダンプ
- ロックタイトゼクセルGT-R （R34）（TA04）
- スバルインプレッサWRC　新井仕様（TB01）

#### 2001年
- スバルインプレッサWRC2001プロトタイプ（TB01）
- コルベットC5-R（TA04S）
- スバルインプレッサWRC2001（TL01）
- TA04S　シャーシキット
- マッドファイター
- HKSレーシング　アルテッツァ（TA04R）
- スバルインプレッサWRC2001 （完成ボディ,TL01）
- ランチア037ラリー（TA03RS）
- メルセデスベンツCLK DTM2000オリギナルタイレ（完成ボディ,TA04S）
- 4×4モンスターピックアップ  TXT-1
- フォード フォーカスRS WRC 01（TB01）
- TA04-Rシャーシキット
- ポルシェ 911 GT3 カップカー （TL01）
- TBエボリューション II
- カルソニック スカイライン GT-R 2001（TA04-S）
- 三菱 ランサーエボリューションVII WRC（TB01）
- ニッサン フェアレディ Z （TL01）

#### 2002年
- フェラーリ F2001
- フェラーリ 360 モデナ チャレンジ （TL-01）
- トヨタ MR-S レーシング（TA04-SS）
- HKS CLK （TA04-R）
- フォード フォーカス RS WRC 02（TL-01）
- ビームス インテグラ （TL-01）
- F201シャーシキット（オリジナルボディ付き）
- ミニ クーパー （M-03L）
- CLK-DTM 2002 AMG-メルセデス（TL-01LA）
- レイブリック NSX 2002 （TA04-R）
- エンツォ フェラーリ（TB-01）
- TB エボリューション III
- アプト-アウディ TT-R（TA04-SS）
- バハキング

#### 2003年
- エンツォ フェラーリ（TT01）
- ウイリアムズ BMW FW24
- ニッサン フェアレディZ レースカー （TT01）
- スバル インプレッサ WRC 2003 （TT01）
- ネオショット （MB-01）
- アルファロメオ ジュリア スプリント GTA （M-04M）
- フォード フォーカス RS WRC 03 （TT-01）
- ツイン デトネーター
- ザナヴィ ニスモ GT-R （R34） （TB-02）
- ブラックフット エクストリーム
- レイブリック NSX 2003 （TT-01）
- カルソニック スカイライン GT-R 2003 （TT-01）
- レイブリック NSX 2003 （TB-02）
- スバル インプレッサ WRC 2003 （TB-02）

#### 2004年
- CLK-DTMチーム・ボーダフォン AMG-メルセデス（TB-02）
- CLK-DTM 2002 AMG-メルセデス （TB-02）
- CLK-DTM チーム・ボーダフォン AMG-メルセデス （TT-01）
- ザナヴィ ニスモ GT-R （R34） （TT-01）
- TRF415 シャーシキット
- スーパー クラッドバスター
- ポルシェ カレラ GT （TB-02）
- シュニッツァー BMW M3 スポーツ エボリューション （TT-01）
- フォルクスワーゲン レース-トゥアレグ
- ユーノス ロードスター （M-04M）
- 陸上自衛隊 軽装甲機動車
- メルセデス・ベンツ190E エボリューションII
- グラベルハウンド
- カルソニック IMPUL Z （TB-02）
- ザナヴィ ニスモ Z （TT-01）
- TBエボリューションIV シャーシキット
- シトロエン クサラ WRC 2004 （TT-01）
- スバル インプレッサ WRC 2004 （TT-01）
- ライジングストーム
- フォード エスコート WRC （TT-01）
- ホーネット
- レイブリック NSX 2004 （TB-02）
- スバル インプレッサ WRC 2004 ラリー・ジャパン （TB-02）
- レイブリック NSX 2004 （TT-01）

#### 2005年
- スーパーファイター G
- メルセデス・ベンツCクラス DTM2004 （TT-01） 完成ボディ仕様
- ランチア デルタ HF インテグラーレ（TT-01）完成ボディ仕様
- フェラーリF430 （TT-01） 完成ボディ仕様
- デザートゲイター
- フェラーリF430（TA05）
- グラスホッパー
- ランチボックス
- TT-01Rシャーシキット
- スバルインプレッサWRC モンテカルロ’05（TT-01D）
- メルセデス・ベンツ CクラスDTM 2004（TA05）
- メルセデス・ベンツC11 完成ボディ仕様
- ジャガーXJR-12（デイトナ） 完成ボディ仕様
- レイブリックNSX2005（TA05）
- マイティフロッグ
- アウディA4 DTM 2005（TT-01）完成ボディ仕様
- フェラーリF40 完成ボディ仕様
- マツダ787B 完成ボディ仕様
- エッソ ウルトラフロー スープラ（TA05）
- エッソ ウルトラフロー スープラ（TT-01）完成ボディ仕様
- マンタレイ
- サンダーショット
- トップフォース

#### 2006年
- 58363 アウディ A4 DTM 2005 チームアプトスポーツライン（TT-01）
- 58364 ニスモ R34 GT-R Zチューン（TT-01）
- 58365 ミッドナイトパンプキン メタリックスペシャル
- 58366 ダブルブレイズ
- 58367 F103GT シャーシキット
- 58368 スズキ スイフト スーパー1600
- 58369 ARTA NSX （TA05）
- 58370 ダークインパクト
- 58371 TB エボリューション5
- 58372 フォード F-350 ハイリフト
- 58373 ニスモ COPPERMIX シルビア（TT-01）
- 58374 サンドバイパー
- 58375 Mobil 1 SC（TA05）
- 58376 ADVAN クラージュLC70 無限
- 58377 フェラーリ FXX（TT-01）
- 58378 フェラーリ FXX（TA05）
- 58379 ボーダフォン AMGメルセデス Cクラス DTM 2006（TT-01）
- 58380 キーンホーク
- 58381 OPEN INTERFACE TOM'S SC430（TA05）

#### 2007年
- 58382 マツダRX-7（TT-01）
- 58383 フォルクスワーゲン ビートル（M-04L）
- 58384 スバル ブラット
- 58385 BMW 320si WTCC 2006 Team Germany （TT-01）
- 58386 ニスモ COPPERMIX シルビア（TT-01D）ドリフトスペック
- 58387 アバンテMk.II
- 58388 マツダ RX-7（TT-01D）ドリフトスペック
- 58389 EBBRO 350R（TA05-IFSシャーシ）
- 58390 スバル インプレッサ WRC モンテカルロ '07（TT-01）
- 58391 ホットショット（2007）
- 58392 トヨタ スープラ（TT-01D）ドリフトスペック
- 58393 BMW Z4 Mクーペレーシング（TT-01）
- 58394 ECLIPSE ADVAN SC430（TA05-IFS）
- 58395 DB01 ドゥルガ
- 58396 デュアルハンター
- 58397 トヨタ ハイラックス ハイリフト
- 58398 レイブリック NSX 2007（TA05-IFS）

#### 2008年
- 58399 プラズマエッジ（DF-02）
- 58400 ミニクーパーS 2006（M-03L）
- 58401 ネオファルコン（DT-02）
- 58402 ニッサン フェアレディZ Version NISMO （TT-01E）
- 58403 ファイアードラゴン（2008）
- 58404 DB01 バルドル
- 58405 トヨタ ランドクルーザー40
- 58406 ポルシェ カイエンS トランスシベリア 2007
- 58407 ポルシェ 911 GT3カップカータイプ997（TT-01E）
- 58408 スズキ SX4 WRC（TT-01シャーシ TYPE-E）
- 58409 ARTA Garaiya（TB-03）
- 58410 フォルクスワーゲン ゴルフGTI カップカー
- 58411 NISSAN GT-R（TT-01E）
- 58412 XANAVI NISMO GT-R （TB-03）
- 58413 ランボルギーニ カウンタック LP500S （TT-01TYPE-E）
- 58417 スバル インプレッサ WRC モンテカルロ '07 （DF-03Ra）
- 58419 ニスモR34 GT-R Z-tune （TT-01D）
- 58420 TB-03Dシャーシキット ドリフトスペック

#### 2009年
- 58422 ポルシェ911 GT3 カップカー Team KTR （TT-01 TYPE-E）
- 58424 TAKATA 童夢 NSX （TB-03）
- 58425 ORC 雨宮 SGC-7 （TB-03）
- 58426 スバル インプレッサ WRC 2008 （TT-01 TYPE-E）
- 58427 フィアット 500 （M-03M）
- 58428 NISSAN スカイライン GT-R （R32） （TT-01D） ドリフトスペック
- 58430 スバル インプレッサ WRC 2008（DF-03Ra）
- 58432 トヨタ アリスト （TT-01D TYPE-E） ドリフトスペック
- 58433 メルセデス AMG DTM Cクラス2008オリギナルタイレ （TT-01 TYPE-E）
- 58435 クスコ DUNLOP スバル インプレッサ（TA05 ver.II）
- 58437 三菱 ランサーエボリューションX （TT-01 TYPE-E）
- 58438 ミニクーパーレーシング（M-05）
- 58439 クスコ DUNLOP スバル インプレッサ （TT-01 TYPE-E）
- 58443 M-05 PRO シャーシキット

### その他
- テラクラッシャー
- TNX

## シャーシ 一覧 （EP）
タミヤの「RCモデル 組立説明図ページ」を元に分類。
まずは電動モーターで走行するシャーシから。（EP：Electric Power、電動という意味）

### オンロード
4WD・FFは主にツーリングカーで使用される。

#### シャフトドライブ4WD
- TA01
- TA02
- TB-01
- TB-02（R,D）
- TB-03（D,R,VDS）
- TB-04（PRO,PRO II,R）
- TBエボリューションシリーズ（I,II,III,IV,IV MS,5,5 MS,6,6 MS,7）
- TT-01（R,D(DriftSpec),Type-E,D Type-E,R Type-E）
- TT-02（D,TYPE-S,R,D TYPE-S）
- TL-01（LA）

#### ベルトドライブ4WD
- TA03（F,F-S,F-PRO,R,R-S,TRF）
- TA04（S,R,SS,TRF）
- TA05（R,IFS,IFS-R,MS,ver.II,ver.IIR,VDF,VDFII）
- TA06（PRO,MS,R）
- TA07（PRO）
- TRF414（M,ワールドチャンピオンレプリカ）
- TRF415（MS,MSX,MSXX）
- TRF416（ワールドエディション,X）
- TRF417（X,V5）
- TRF418
- TRF419（X,WS,XR ）
- XV-01TC PRO

#### フロントモーター・フロントドライブ(FF)
- FF-01
- FF02
- FF-03(PRO,R)※ホイールベースを3段階に変更可能
- FF-04 EVO

#### フォーミュラカー
後輪駆動シャーシがメインだが4WDシャーシも存在する。
- ダイレクトドライブ（2WD）
  - F101(Cカーシャーシは一部部品がF101と共通)
  - F102
  - F103（RS,LM,GT,RM,RX,TRF）
  - F104（Pro,X1,WGP,Ver.II）
  - TRF101（W）
  - TRF102
- シャフトドライブ4WD
  - F201

#### Mシャーシ
小型車モデルに使われるシャーシ。実車に合わせた駆動方式を選ぶ事ができる。
ホイールベースはショート、ミドル、ロング（S,M,Lの表記で210mm,225mm,239mm）の3種類がある。一部のシャーシではショートホイールベースは選択できない。
- FF車
  - M-01（ホイールベース/S,M,L）
  - M-03(R)（ホイールベース/S,M,L）
  - M-05(Pro,Ra)（ホイールベース/S,M,L）
  - M-07（ホイールベース/M,L）
  - MB-01(ホイールベース/S,M,L)(FF)
- MR車
  - M-02（ホイールベース/S,M,L）
  - M-04（ホイールベース/M,L）
  - MB-01(ホイールベース/S,M,L)(MR)
- RR車
  - M-06(Pro)（ホイールベース/S,M,L）
- 4WD車
  - MF-01 X

ホイールベースはS,M,L（210mm,225mm,239mm）の3種類、車高はローポジション、ハイポジションの2種類から選択する。
採用車種は「スズキ ジムニー （JB23）」、「メルセデス・ベンツ G 320 カブリオ」

#### その他
- RM-01
1/12スケール、ダイレクトドライブ RWDシャーシ。380モーターとLF1100-6.6Vバッテリーの使用を想定した設計。
採用車種は「トヨタ トムス 84C」[9]、「ニューマン ポルシェ 956」[10]、「マツダ 787B No.18 1991 ルマン」[11]
  - RM-01X
RM-01にオプションパーツを多数追加したレース仕様のシャーシキット。六角穴ビスを採用している[12]。

### オフロード

#### シャフトドライブ4WD
主に四駆バギーに使われるシャーシ
- DF-01
- DF-02
- DF-03(MS)
- TL-01B
- TT-02(B,B MS)
- TA-01L
- TRF502X
- DB02
- XV-01、DF-03Ra ※ラリーカー
- XV-01T、TT-02T ※レーシングトラック

#### ベルトドライブ4WD
四駆バギーに使われるシャーシ
- TRF501X(ワールドエディション)
- TRF511
- TRF503
- DB01(R,RR,RRR)

#### リアドライブ(2WD)
二駆バギー用に使われるシャーシ
- DT-01
- DT-02(MS)
- DT-03(T)
- DN-01 - TRF201の廉価版のようなシャーシ[13]
- TRF201(XMW)
- TRF211XM

#### ビッグタイヤ
- 4WD
  - クロスカントリー（CC-01）
  - クローリング（CR-01）
  - モンスターピックアップ（1/10 TXT-1、TXT-2）、（1/18 TLT-1）
  - 1/12 トヨタ ランドクルーザー 40 ピックアップ、1/24 4WDオフロードカー ヘビーダンプ（GF-01）[14][15]
- 2WD（後輪駆動）
  - CW-01

ランチボックス、ミッドナイトパンプキンなど（1/12スケール）
  - WR-02

ワイルドウイリー2、VW・タイプ2、スズキジムニーウイリーなど
  - WR-02C

WR-02のホイールベースを延長し185mmとしたシャーシ。Honda シティターボ専用[16]。
  - WR-02G

前後でタイヤサイズが異なる、トラクターボディ用シャーシ。RCトラクター・くまモンバージョン、タンブリングブルなど[17]。
  - WT-01

マッドブラスターII、ブッシュデビルII、ブラックフットIIIなど[18][19][20]
  - WT-01N

フォルクスワーゲン アマロック リフトアップカスタム[21]
- 6WD（6輪駆動）
  - G6-01

コングヘッド（1/18スケール）[22]

#### 復刻バギー等
主要シャーシのタイプ別
- 4WD
  - アバンテタイプ （アバンテ、ヴァジュラ）
  - イグレスタイプ （イグレス）
  - ホットショットタイプ （ホットショット）
  - スーパーホットショットタイプ （スーパーホットショット）
- 2WD
  - グラスホッパータイプ （グラスホッパー、ホーネット）
  - ファイティングバギータイプ （ファイティングバギー）
  - アタックバギータイプ （アタックバギー）
  - ワイルドワンオフローダータイプ （ワイルドワンオフローダー）
  - バギーチャンプタイプ （ワーゲンオフローダー、バギーチャンプ）
  - スタジアムブリッツァータイプ （スタジアムブリッツァー、ブリッツァービートル、スタジアムサンダー）
  - ノバフォックスタイプ （ノバフォックス）
  - フロッグタイプ （マイティフロッグ、スバル ブラット）

### その他

#### タムテックギアシリーズ
- オンロード

GT-01
- オフロード

GB-01(T), GB-02, GB-03

#### スターユニットシリーズ
- SU-01
- T3-01

## シャーシ 一覧 （GP）
エンジンカーのシャーシ。（GP：Gas Power、燃料が動力源という意味）

### オンロード
- TG10-Mk.1　FS-12SWエンジン　TM-4マフラー
- TG10-Mk.2(s,SG,PRO,FX,FZ,FZレーシング,FN)
  - TG10-Mk.2 (2004年登場)[24]

RC装置やエンジンは別売のシャフトドライブ4WDシャーシキット。2スピードミッション、レーシングクラッチを搭載。エンジンはタミヤFR-12Rエンジンの搭載を主に想定したレーシング仕様。
- TG10-Mk.2 PRO (2005年11月登場)

レース参加を前提にTG10-Mk.2の基本性能を向上させたバージョン。後方排気のFR-12Rエンジンにレースチューンマフラーとマニホールドをセット。アッパーデッキは2mm厚のカーボン材。ベベルギヤは切削モリブデン鋼のゼロールギヤを採用。フロントワンウェイユニットも装備した。
- TG10-Mk.2s (2004年登場)

小型リコイルスターター装備のFS-12LSエンジン(排気量2.1cc)を搭載し、レースよりも扱いやすさを重視したシャーシキット。
- TG10-Mk.2 SG (2005年7月登場)

3mm厚のジュラルミン製ロワ、樹脂製アッパーのダブルデッキフレームに、排気量2.1ccのタミヤFS-12SWGエンジンを搭載した、シャフトドライブ4WDシャーシ。2スピードミッションや小型リコイルスターターを標準装備。FS-12SWGエンジンは模型用エンジンメーカー小川精機との共同開発。
- TG10-Mk.2 FX (2011年4月発売)

3mm厚のジュラルミン製ロワ、樹脂製アッパーのダブルデッキフレームに、排気量2.1ccのタミヤFS-12FXエンジンを搭載した、シャフトドライブ4WDシャーシ。2スピードミッションや小型リコイルスターター、TM-8マフラーを標準装備。ミッションにはスパーギヤを保護するギヤカバー付き。
- TG10-Mk.2 FZ (2014年8月発売)

タミヤFS-12FZエンジンを搭載したシャーシキット。フレームは3mm厚のジュラルミン製ロワ、樹脂製アッパーのダブルデッキタイプ。75cc燃料タンクを搭載し、満タンで約8分の走行が可能。グローエンジンのFS-12FZはシリンダーポート方式の2ストローク機関で、排気量は2.1cc。小型リコイルスターター、2スピードミッションを標準装備。2スピードミッションにはスパーギヤを保護するポリカーボネート製のカバーがつく。マフラーは薄型のTM-8マフラー。推奨燃料の「NITRO-X ON ROAD16」は小川精機製。
- TG10-Mk.2 FZレーシング (2015年12月発売)

TG10-Mk.2 FZのパフォーマンスアップ版。TM-12レースチューンマフラーを装備。ビッグボアダンパー採用の他、シャーシの剛性を高める2mm厚カーボンアッパーデッキもセット。
- TG10-Mk.2 FN (2016年6月発売)

1/10電動RCカーで一般的な190mm幅ボディへの対応がコンセプトのシャーシ。足まわりは190mm幅ボディに対応したナロータイプアームを装備し、ボディ選択の幅を広げた。フレームは3mm厚のジュラルミン製ロワ、樹脂製アッパーのダブルデッキタイプ。小型リコイルスターターを装備したタミヤFS-12FNエンジン(排気量2.1cc)を搭載。TM-4マフラーを標準装備。

### オフロード
- TNX
- TNX5.2R
- NDF-01
- NDF-01T

## 電動RCカー用 モーター 一覧

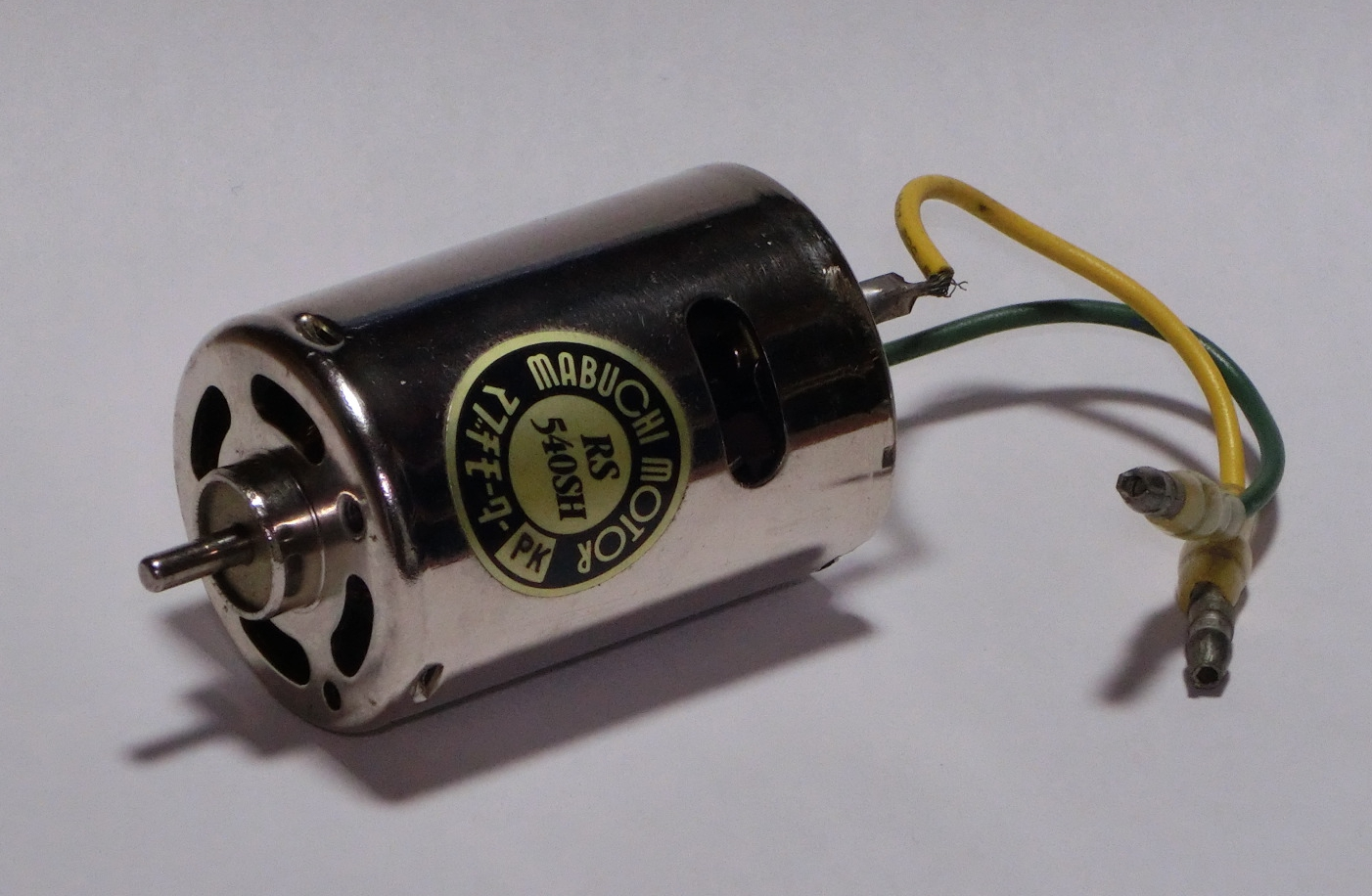
RS540SH
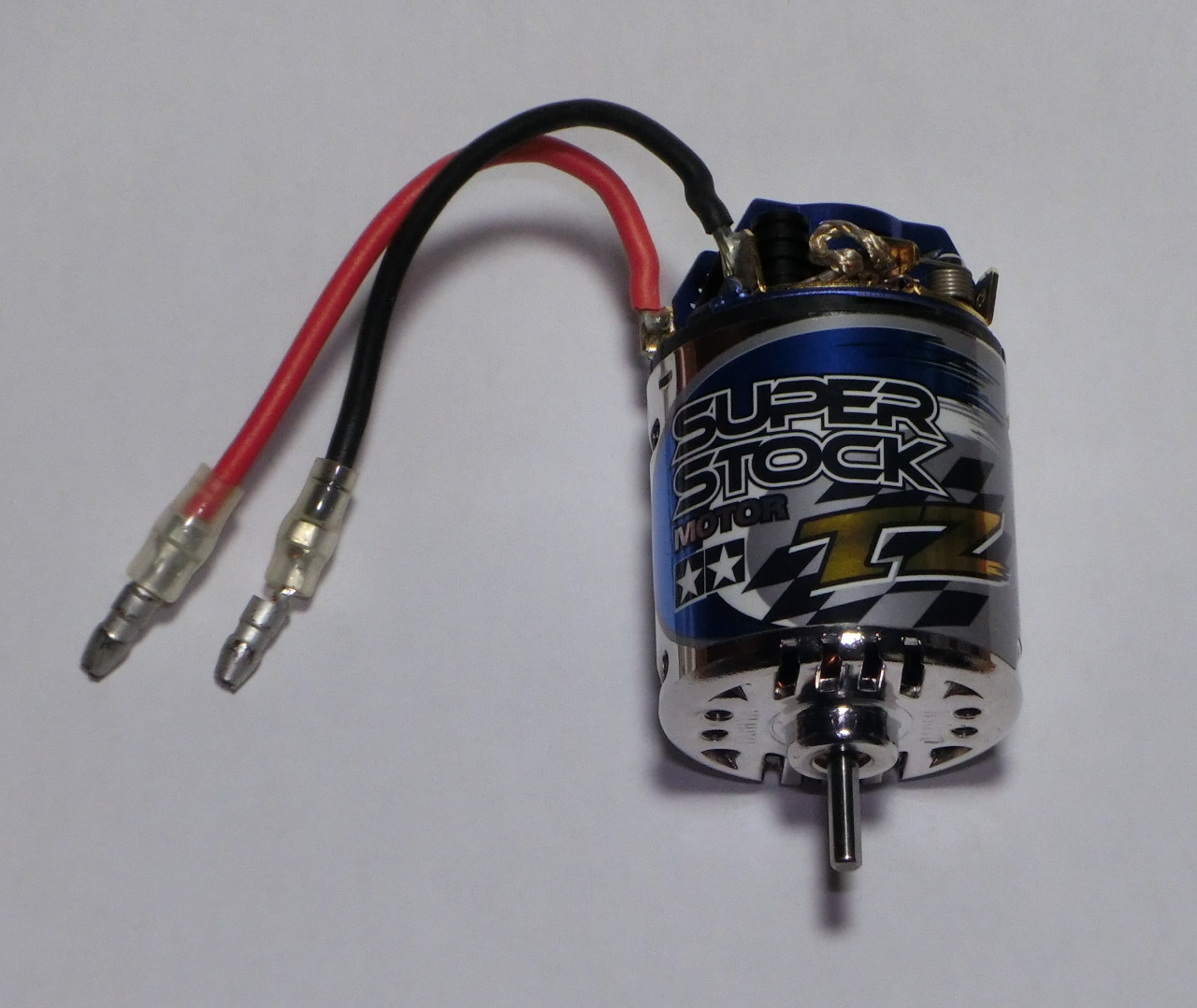
スーパーストックTZモーター

| Item No. | モーター名                     | 適正電圧 [V] | 適正負荷時        | 最高効率時      | 無負荷時の回転数  | ターン 数 | 最高効率時 トルク | 適正負荷時 消費電流 | 重量 | 備考                       |
| -------- | ------------------------------ | ------------ | ----------------- | --------------- | ----------------- | --------- | ----------------- | ------------------- | ---- | -------------------------- |
| 53068    | RS-540スポーツチューンモーター | 6 ～ 8.4     | -                 | 18,300rpm(7.2V) | -                 | 23T       | 350g-cm(7.2V)     | -                   | -    | タミグラ公認               |
| 53689    | 540-Jモーター                  | 7.2 ～ 8.4   | 14,500rpm（7.2V） | -               | -                 | -         | 255g/cm（7.2V）   | 7.9A（7.2V）        | -    | タミグラ公認               |
| 53696    | スーパーストック TZ モーター   | 7.2 ～ 8.4   | -                 | -               | 26,500rpm(7.2V)   | 23T       | 500gf-cm(7.2V)    | -                   | -    | ブラシはスタンダードタイプ |
| 53697    | スーパーストック RZ モーター   | 7.2 ～ 8.4   | -                 | -               | 27,500rpm(7.2V)   | 23T       | 500gf-cm(7.2V)    | -                   | -    | ブラシはレイダウンタイプ   |
| 53779    | GTチューンモーター             | 6 ～ 8.4     | -                 | -               | 19,000rpm(7.2V)   | 25T       | 500g-cm(7.2V)     | -                   | -    | タミグラ公認               |
| 53929    | ダートチューンモーター         | -            | -                 | -               | -                 | 27T       | -                 | -                   | -    |                            |
| 53930    | スーパーストック BZ モーター   | -            | -                 | -               | -                 | 23T       | -                 | -                   | -    | ブラシはスタンダードタイプ |
| 53983    | ライトチューンモーター         | 7.2          | -                 | -               | 16,300rpm(7.2V)   | 28T       | 55.4mN･m(7.2V)    | -                   | -    |                            |
| 54114    | CR チューンモーター            | -            | -                 | -               | -                 | 35T       | -                 | -                   | -    | ロッククローリング用       |
| 54176    | フォーミュラチューンモーター   | 7.2          | -                 | -               | 14,000rpm(7.2V)   | 32T       | 39.0mN･m(7.2V)    | -                   | -    | タミグラ公認               |
| 54358    | RS-540 トルクチューンモーター  | 6.6 ～ 7.2   | 16,000r/min(7.2V) | -               | -                 | -         | 30mN･m(7.2V)      | 10A(7.2V)           | -    | タミグラ公認               |
| 54391    | UGTチューンモーター            | 6.6 ～ 7.2   | -                 | -               | 19,400r/min(7.2V) | 24T       | 49mN･m(7.2V)      | -                   | -    | タミグラ公認               |
| 54392    | FLチューンモーター             | 6.6 ～ 7.2   | -                 | -               | 15,200r/min(7.2V) | 30T       | 44.1mN･m(7.2V)    | -                   | -    | タミグラ公認               |
| 56526    | TR トルクチューンモーター      | 6.6 ～ 7.2   | -                 | -               | 12,500r/min(7.2V) | 33T       | 39.2mN･m(7.2V)    | -                   | -    | トレーラートラック用       |

※mN･m（ミリニュートンメートル）：トルク
※1[mN･m] = 10.1971601[gf･cm]
540タイプ ブラシモーター
- RS540SH
- スーパーストックTZモーター

| Item No. | モーター名                                                                          | ターン 数 | センサー 有無 | 適正電圧 [V] | KV値  | パワー [W] | 重量 [g]              | 備考                                                     |
| -------- | ----------------------------------------------------------------------------------- | --------- | ------------- | ------------ | ----- | ---------- | --------------------- | -------------------------------------------------------- |
| 42124    | ハイパフォーマンスモーター トランスピードブラシレス 3.5T                            | 3.5       | -             | 4.8 ～ 6.0   | 10000 | 698        | -                     | 専用ESCは｢ヴォラック ブラシレス｣                         |
| 42187    | HPモーター トランスピードブラシレス OCTA 4.5T                                       | 4.5       | 付            | -            | -     | -          | -                     | 使用可能ESCはITEM.42127、42144                           |
| 42188    | HPモーター トランスピードブラシレス OCTA 5.0T                                       | 5.0       | 付            | -            | -     | -          | -                     | 使用可能ESCはITEM.42127、42144                           |
| 42189    | HPモーター トランスピードブラシレス OCTA 7.5T                                       | 7.5       | 付            | -            | -     | -          | -                     | 使用可能ESCはITEM.42127、42144                           |
| 42190    | HPモーター トランスピードブラシレス OCTA 8.5T                                       | 8.5       | 付            | -            | -     | -          | -                     | 使用可能ESCはITEM.42127、42144                           |
| 42191    | HPモーター トランスピードブラシレス OCTA 9.5T                                       | 9.5       | 付            | -            | -     | -          | -                     | 使用可能ESCはITEM.42127、42144                           |
| 54132    | ブラシレスモーター 01 12T                                                           | 12        | 無            | 6.6 ～ 7.2   | 3160  | -          | 182（コード類は除く） | ブラシモーターの23ターン相当                             |
| 54181    | ブラシレスモーター 01 18T                                                           | 18        | 無            | 6.6 ～ 7.2   | 2270  | -          | 211                   | ライトチューンモーター(28T)相当。 ESC 01とのセットもある |
| 54251    | ブラシレスモーター 01 14T                                                           | 14        | 無            | 6.6 ～ 7.2   | 2810  | -          | -                     |                                                          |
| 54252    | ブラシレスモーター 01 16T                                                           | 16        | 無            | 6.6 ～ 7.2   | 2480  | -          | -                     |                                                          |
| 54272    | ブラシレスモーター 01 センサー付 10.5T TBLM-01S(Tamiya BrushLess Motor 01 Sensored) | 10.5      | 付            | 6.6 ～ 7.2   | 3370  | -          | 200                   |                                                          |
| 54273    | ブラシレスモーター 01 センサー付 12.5T TBLM-01S(Tamiya BrushLess Motor 01 Sensored) | 12.5      | 付            | 6.6 ～ 7.2   | -     | -          | 200                   |                                                          |
| 54274    | ブラシレスモーター 01 センサー付 14.5T TBLM-01S(Tamiya BrushLess Motor 01 Sensored) | 14.5      | 付            | 6.6 ～ 7.2   | -     | -          | 200                   |                                                          |
| 54275    | ブラシレスモーター 01 センサー付 16T TBLM-01S(Tamiya BrushLess Motor 01 Sensored)   | 16        | 付            | 6.6 ～ 7.2   | 2300  | -          | 200                   |                                                          |
| 54611    | ブラシレスモーター 02 センサー付 10.5T                                              | 10.5      | 付            | 6.6 ～ 7.2   | 3370  | -          | 178（コード類含む）   |                                                          |
| 54612    | ブラシレスモーター 02 センサー付 15.5T                                              | 15.5      | 付            | 6.6 ～ 7.2   | 2300  | -          | 178（コード類含む）   |                                                          |

## 電動RCカー用 ESC 一覧

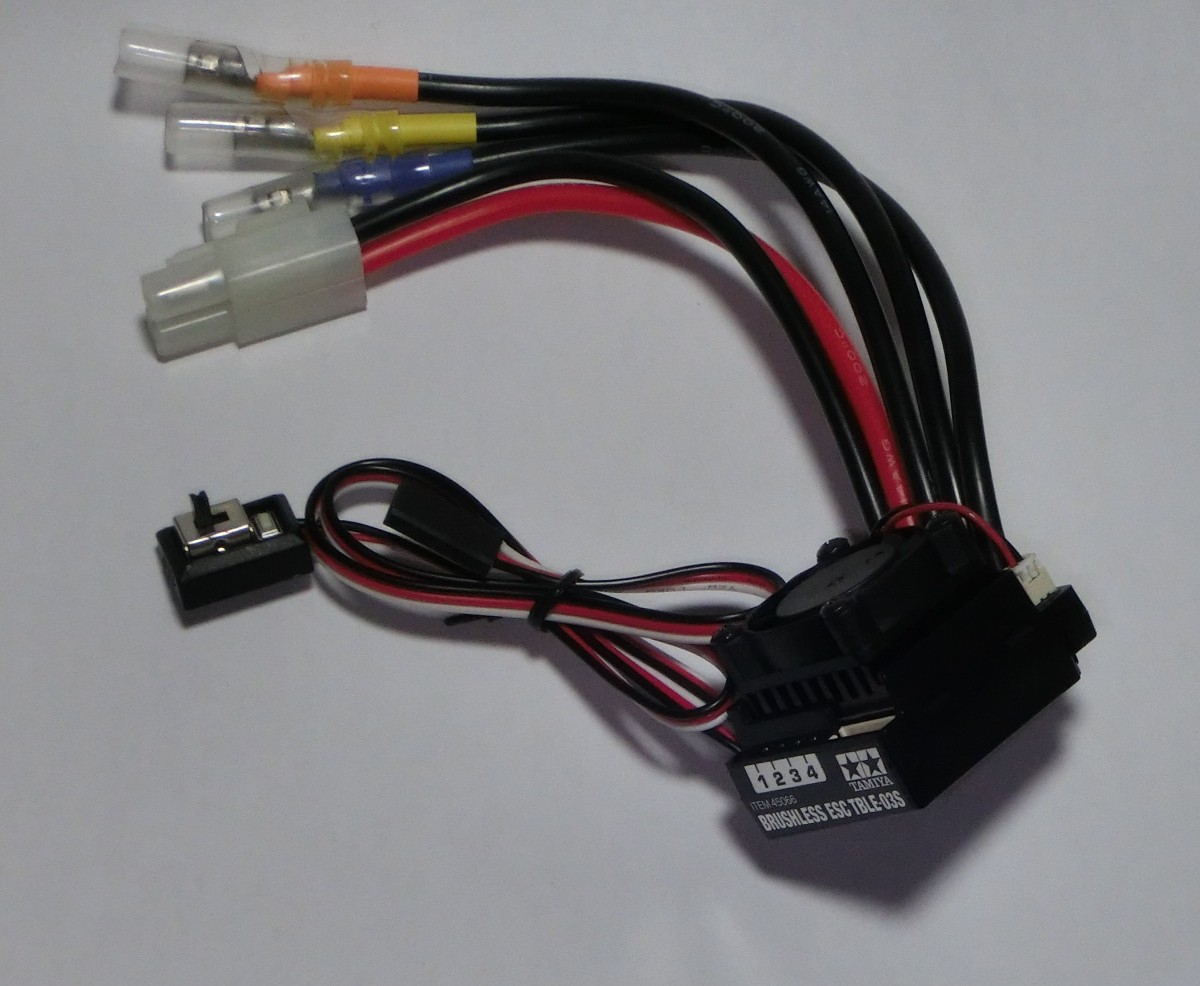
TBLE-03S

| Item No. | ESC名                                                     | タイプ             | センサー 有無 | 入力電圧 [V] | 連続最大 電流 [A] | BEC         | 重量 [g]                     | 対応モーター                                         | 備考                           |
| -------- | --------------------------------------------------------- | ------------------ | ------------- | ------------ | ----------------- | ----------- | ---------------------------- | ---------------------------------------------------- | ------------------------------ |
| 42123    | ハイパフォーマンス スピードコントローラー ヴォラックMS C3 | -                  | -             | -            | -                 | -           | 18.8                         | -                                                    | 近藤科学製                     |
| 45028    | TEU-302BK                                                 | 前進/後進/ブレーキ | -             | 7.2 ～ 8.4   | 前進120 後進60    | 6V/1A       | 48(本体43)                   | 23T以上ブラシモーター                                | 取説                           |
| 45029    | TSU-101BK                                                 | 前進/後進/ブレーキ | -             | 7.2          | 60                | 7.2V        | 54(本体45)                   | スポチュンまでのブラシモーター                       | 取説                           |
| 45033    | TEU-102BK                                                 | 前進/後進/ブレーキ | -             | 7.2          | 60                | 6V          | 27.2                         | タムテックギア用モーター                             | 取説                           |
| 45037    | TEU-103BK                                                 | 前進/後進/ブレーキ | -             | 7.2          | 前進150 後進75    | 6.0V        | 54.2                         | スポチュン2個まで                                    | ツインモーター用 取説          |
| 45038    | TBLE-01 (Tamiya BrushLess Esc 01)                         | 前進/後進/ブレーキ | 無            | 6.6 ～ 7.2   | 100               | 5V/3A       | 80                           | TBLM-01シリーズ                                      | 取説                           |
| 45041    | TEU-104BK                                                 | 前進/後進/ブレーキ | -             | 6.6 ～ 7.2   | 60                | 6.6 ～ 7.2V | 47                           | スポチュン及び25T以上ブラシモーター                  | 取説                           |
| 45047    | TBLE-01S (Tamiya BrushLess Esc 01 Sensored)               | 前進/後進/ブレーキ | 付            | 6.6 ～ 7.2   | 100               | 5V/3A       | 90                           | TBLM-01Sシリーズ                                     |                                |
| 45054    | TEU-106BK                                                 | 前進/後進/ブレーキ | -             | 6.6 ～ 7.2   | 前進150 後進75    | 6.0V/2A     | 59                           | スポチュン及び25T以上ブラシモーター                  | ツインモーター用 取説          |
| 45055    | TEU-105BK                                                 | 前進/後進/ブレーキ | -             | 6.6 ～ 7.2   | 60                | 6.0V        | 44.5                         | スポチュン及び25T以上ブラシモーター                  | 取説                           |
| 45057    | TBLE-02S (Tamiya BrushLess Esc 02 Sensored)               | 前進/後進/ブレーキ | 付            | 6.6 ～ 7.2   | 60                | 6V/1.5A     | 50.8                         | TBLM-01Sシリーズ スポチュン及び25T以上ブラシモーター | 取説                           |
| 45066    | TBLE-03S (Tamiya BrushLess Esc 03 Sensored)               | 前進/後進/ブレーキ | 付            | 6.6 ～ 7.2   | 120               | 6V/1.5A     | 53                           | センサー付TBLMシリーズ 23T以上ブラシモーター         | 取説                           |
| 45067    | TRE-01                                                    | 前進/後進/ブレーキ | -             | 4.8 ～ 7.2   | 60                | -           | 37.5                         | ※詳細はこちら                                        | 受信機(2.4GHz帯)一体型ESC 取説 |
| -        | C.P.R.ユニット(P-160F)                                    |                    |               |              | 160               |             |                              |                                                      | 受信機(AM)一体型ESC            |
| -        | C.P.R.ユニット(P-100F)                                    |                    |               |              | 100               |             |                              |                                                      | 受信機(AM)一体型ESC            |
| -        | C.P.R.ユニット(P-80F)                                     | -                  | -             | 7.2          | 80                | -           | 約96(コード、コネクター含む) | -                                                    | 受信機(AM)一体型ESC            |

- TBLE-03S

## 電動RCカー 走行用バッテリー
| Item No. | バッテリー名                                     | 種類   | 公称電圧 [V] | 公称容量 [mAh] | サイズ [mm] | 重量 [g] | 備考                           |
| -------- | ------------------------------------------------ | ------ | ------------ | -------------- | ----------- | -------- | ------------------------------ |
| 55085    | タミヤ ニカドバッテリー 7.2V カスタムパック      | Ni-Cd  | 7.2          | 1300           | 135×47×25   | 290      |                                |
| 55086    | タミヤ7.2VレーシングパックRC2400SPザップドタイプ | Ni-Cd  | 7.2          | 2400           | 135×47×25   | 370      | 現在は生産終了                 |
| 55095    | タミヤ7.2Vレーシングパック1600SP                 | Ni-Cd  | 7.2          | 1600           | 135×47×25   | 310      |                                |
| 55102    | LF2200-6.6V レーシングパック                     | Li-Fe  | 6.6          | 2200           | 134×45.5×23 | 200      | 分類はリチウムイオンバッテリー |
| 55105    | LF1100-6.6V レーシングパック（M）                | Li-Fe  | 6.6          | 1100           | 70×38×20    | 100      |                                |
| 55109    | LF1600-6.6V レーシングパック                     | Li-Fe  | 6.6          | 1600           | -           | 200      |                                |
| 現       | タミヤ7.2Ⅴ1200レーシングパック                   | ni- cd | 7.2          | 1200           | 135×47×25   |          | タミヤ初のストレートパック     |
| 在       | タミヤ8.4Ⅴゴールドパワーバッテリー               | ni- cd | 8.4          | 1200           |             |          |                                |
| は       | タミヤ7.2Ⅴ1700mAｈバッテリーEX                   | ni- cd | 7.2          | 1700           | 135×47×25   |          |                                |
| 生       | タミヤ7.2Ⅴレーシングパック1400SCR                | ni- cd | 7.2          | 1400           | 135×47×25   |          |                                |
| 産       | タミヤ7.2Ⅴレーシングパック1400NP                 | ni- cd | 7.2          | 1400           | 135×47×25   |          | パナソニック 電池(？)          |
|          | タミヤ7.2Ⅴレーシングパック1700SCR                | ni- cd | 7.2          | 1700           | 135×47×25   |          |                                |
| 販       | タミヤ7.2Ⅴレーシングパック1700SCRC               | ni- cd | 7.2          | 1700           | 135×47×25   |          | 当時の 最強バッテリー          |
| 売       | タミヤ7.2ⅤレーシングパックRC1700SP               | ni- cd | 7.2          | 1700           | 135×47×25   |          |                                |
| 終       | タミヤ7.2ⅤレーシングパックRC1400SP               | ni- cd | 7.2          | 1400           | 135×47×25   |          |                                |
| 了       | タミヤ7.2ⅤレーシングパックRC2400SP               | ni- cd | 7.2          | 2400           | 135×47×25   |          |                                |
|          | タミヤ7.2ⅤRC300MH                                | NIｰ MH | 7.2          | 3000           | 135×47×25   |          |                                |
|          | タミヤ7.2ⅤRC3300HV                               | NI- MH | 7.2          | 3300           | 135×47×25   |          |                                |
|          | タミヤ7.2ⅤRC3600HV                               | NI- MH | 7.2          | 3600           | 135×47×25   |          |                                |
|          | タミヤ7.2Ⅴ3700HV                                 | NIｰ MH | 7.2          | 3700           | 135×47×25   |          | GP製                           |